# Новый Кременкуль
Но́вый Креме́нкуль — посёлок в Сосновском районе Челябинской области. Административный центр и единственный населённый пункт сельского поселения Новый Кременкуль. Находится на северном берегу озера Большой Кременкуль.
Рядом с Новым Кременкулем расположены посёлки Кременкуль и Садовый.

## История
История поселения началась в 1988 году со строительства сельским молодёжным объединением «Технополис» города-спутника Солнечная Долина. Технополис Солнечная Долина был основан 7 декабря 1992 года. Статус административно-территориальной единицы сельский населенный пункт технополис Солнечная Долина получил 11 июня 1996 года. 25 октября 1999 года утратил статус сельсовета. 26 февраля 2002 года был переименован в посёлок Новый Кременкуль. 24 июня 2004 года повторно получил статус муниципального образования.

## Население
| 2002 | 2010 | 2011 | 2012 | 2013 | 2014 | 2015 |
| ---- | ---- | ---- | ---- | ---- | ---- | ---- |
| 203  | ↘158 | ↗159 | ↗185 | ↗207 | ↗212 | ↗218 |
| 2016 | 2017 | 2018 | 2019 | 2020 | 2021 |      |
| ↗228 | ↗230 | ↗249 | ↗298 | ↗333 | ↘141 |      |

По данным Всероссийской переписи, в 2010 году численность населения посёлка составляла 158 человек (80 мужчин и 78 женщин).

## Улицы
Уличная сеть посёлка состоит из 24 улиц.

## Разное
В Новом Кременкуле расположена кондитерская фабрика «Кременкульская», занимающаяся производством печенья «Кременкульское», которое продают во многих регионах России.